# Khoina andreaei
Khoina andreaei är en skalbaggsart som beskrevs av Schein 1959. Khoina andreaei ingår i släktet Khoina och familjen Melolonthidae. Inga underarter finns listade i Catalogue of Life.